# Arøy
Arøy est une île de la commune de Kragerø , dans le comté de Telemark en Norvège.

## Description
Elle se situe au nord de l'île de Jomfruland, à la lisière du parc national de Jomfruland.